# Need for Speed: Most Wanted
Need for Speed: Most Wanted (engl. für „Bedürfnis nach Geschwindigkeit: Meistgesucht“) ist ein 2005 erschienenes Rennspiel. Es wurde von EA Canada entwickelt und vom Mutterkonzern Electronic Arts veröffentlicht. Das Spiel ist der Nachfolger des im Vorjahr erschienenen Need for Speed: Underground 2 und stellt den neunten Teil der renommierten Need-for-Speed-Reihe dar. Es erschien für die Konsolen PlayStation 2, Xbox, GameCube, Game Boy Advance, Nintendo DS, PlayStation Portable und Windows. Später wurde auch eine Umsetzung für die Xbox 360 veröffentlicht.
Der Spieler übernimmt die Rolle eines Straßenrennfahrers, der in der fiktiven Stadt Rockport sein Fahrzeug durch Betrug bei einem Duell verliert und anschließend versucht, dieses zurückzugewinnen. Kernelemente des Spiels sind eine frei befahrbare Stadt, Verfolgungsjagden mit Polizeieinheiten und ein reichhaltiges Fahrzeugangebot.
Das Spiel wurde insgesamt positiv aufgenommen. Bei Metacritic erhielten die einzelnen Versionen Werte zwischen 80 und 83 von 100 Punkten. Häufig gelobt wurden die große Spielwelt sowie das Konzept der Verfolgungsjagden. Vereinzelte Kritik gab es an Schwächen der künstlichen Intelligenz sowie am gegenüber dem Vorgänger verkleinerten Tuning-Angebot.

## Handlung
Need for Speed: Most Wanted spielt in der fiktiven amerikanischen Großstadt Rockport. Zu Beginn des Spiels kommt der Protagonist als dort unbekannter Fahrer in diese Region. Seine einzige Kontaktperson ist eine andere Fahrerin namens Mia Townsend. Da sein Fahrzeug, ein BMW M3 GTR E46 aus der American Le Mans Series (kurz GT ALMS) von 2001, beträchtliche Aufmerksamkeit in der Szene der illegalen Straßenrennfahrer erregt, wird er schnell zu mehreren Rennen herausgefordert, die er gewinnen kann. Bei einem dieser Rennen gerät er auch erstmals in Kontakt mit der örtlichen Polizei und deren leitendem Ermittler gegen illegale Straßenrennen, Sergeant Cross.
Anschließend wird der Spieler von einem Fahrer mit dem Spitznamen Razor herausgefordert. Dieser ist ein Fahrer der Blacklist, einer Liste, auf der die 15 meistgesuchten Straßenrennfahrer der Stadt verzeichnet sind. Den Einsatz bei diesem Duell stellen die beiden Fahrzeugscheine dar. Da Razor das Fahrzeug des Spielers vor dem Start manipuliert hat, fällt dieser aus und verliert sein Fahrzeug an Razor.
Ohne sein Fahrzeug und damit ohne Möglichkeit zu fliehen, wird der Spieler von der Polizei, die das Duell bemerkte, verhaftet, später allerdings aus Mangel an Beweisen freigelassen. Mia holt ihn von der Polizeistation ab und zeigt ihm eine Garage im Bezirk Rosewood, die ihm fortan als Unterschlupf dient. Auch ermutigt sie ihn, sich sein Fahrzeug von Razor zurückzuholen.
Dies bewerkstelligt er, indem er sich die Blacklist hocharbeitet. Dazu gewinnt er Rennen, gerät in große Verfolgungsjagden mit der Polizei und duelliert sich mit den Blacklist-Fahrern. Mit jedem Sieg über einen Gegner gewinnt er an Ansehen und schaltet neue Fahrzeuge und Tuning-Teile frei. Im Gegenzug für Mias Hilfe schließt diese beträchtliche Wetten auf die Rennen des Spielers ab. Allerdings erzielt die Polizei mit der Zeit immer größere Erfolge bei der Bekämpfung von Straßenrennen, sodass die Fahrer einen eingeschleusten Polizisten in ihren Kreisen fürchten.
Schließlich duelliert sich die Hauptfigur erneut mit Razor und besiegt ihn. Als Razor sich weigert, den BMW zu übergeben, überwältigt Mia ihn und gibt sich dabei als Undercover-Polizistin zu erkennen. Sie wirft dem Spieler die Fahrzeugschlüssel zu und ermöglicht ihm damit die Flucht vor der Polizei, die wenige Minuten nach dem Ende des Rennens eintrifft. Da die Einheiten unter dem Kommando von Cross auch ihn als Kriminellen verhaften wollen, nehmen sie die Verfolgung auf. Während dieses Einsatzes weist Mia den Spieler auf eine unvollendete Brücke hin, die aus der Stadt herausführt. Sein BMW ist aber stark genug, um die Lücke in der Autobahn zu überspringen. Den Polizisten gelingt dies nicht, sodass sie verunfallen und der Spieler entkommen kann.

## Spielprinzip

### Allgemein
Das Spiel orientiert sich an einigen Vorgängern der Need-for-Speed-Reihe. Zum einen sind dies die direkten Vorgänger Underground und Underground 2. Aus diesen wurden die umfangreichen Tuningoptionen sowie einige der Fahrzeuge übernommen. Zum anderen griff der Titel mit den Polizeiverfolgungen ein Element der frühen Hot Pursuit-Teile auf.
Das Spiel ist überwiegend ein Arcade-Spiel, die Rennen sind also eher actionreich als realistisch gestaltet. Zentrales Element sind die Verfolgungsjagden mit der Polizei. Das Schadensmodell aus dem Vorgänger wurde verfeinert, es zeigt Lackschäden und gebrochene Scheiben. Polizeifahrzeuge können zusätzlich verformt werden und Anbauteile wie Türen oder Motorhauben verlieren.
Eine Neuerung in diesem Genre ist der sogenannte Speedbreaker. Dies ist eine spezielle Funktion, die dem Spieler während der Fahrt zur Verfügung steht und ihm ermöglicht, die Zeit für ein paar Sekunden zu verlangsamen. Dadurch lassen sich z. B. Kurven enger nehmen oder schwierige Fahrmanöver präziser durchführen. Der Effekt des Speedbreakers hält nur wenige Sekunden an, danach muss er sich erst über einen gewissen Zeitraum hinweg regenerieren.
Das gesamte Spielgeschehen findet in der fiktiven Stadt Rockport statt. Die Stadt ist jederzeit frei befahrbar und vielfältig gestaltet. Sie ist in drei Bezirke unterteilt: Den Vorort Rosewood, das Wohn- und Industriegebiet Camden Beach und den Stadtkern Downtown. Diese Stadtteile werden nacheinander durch Fortschritt in der Karriere freigeschaltet.

### Rennmodi
Die Rennen werden in der Stadt Rockport ausgetragen. Es sind illegale Straßenrennen, daher muss der Spieler mit normalem Verkehr und dem Auftauchen von Polizeistreifen rechnen.
Es gibt in dem Spiel insgesamt sechs Renntypen: Rundkursrennen, K.O.-Rennen, Sprintrennen, Dragrennen, Radarfallenrennen und Mautstellenrennen.
Rundkursrennen, Sprintrennen und Dragrennen wurden unverändert aus Need for Speed: Underground 2 entnommen. Bei Rundkursrennen wird ein vorgegebener Rundkurs über die Dauer von zwei oder mehr Runden abgefahren. Bei Sprintrennen versuchen die Fahrer, so schnell es geht einen Zielpunkt zu erreichen. Dragrennen sind an das Drag Racing angelehnt. Die Fahrer treten auf gerader Strecke an und versuchen, durch gutes Beschleunigen als erstes das Ziel zu erreichen. Dieser Rennmodus ist der einzige, in dem Fahrzeuge durch einen Motorschaden ausfallen können.
K.O.-Rennen basieren auf den Rundkursrennen, mit den Unterschied, dass in jeder Runde der letztplatzierte Fahrer ausscheidet. Mautstellenrennen basieren auf den Sprintevents. Allerdings tritt der Spieler alleine, ohne Gegner an und erhält stattdessen mehrere Zeitvorgaben, die er unterbieten muss. Die Strecke wird durch Mautstellen in mehrere Abschnitte unterteilt, an jeder Mautstelle wird die Zeit gemessen. Wenn dem Spieler vor Erreichen der nächsten Mautstelle keine Zeit mehr verbleibt, ist das Event verloren. Radarfallenrennen sind eine spezielle Form der Mautstellenrennen, bei denen den Spieler statt Mautstellen Radarfallen erwarten. Das Ziel ist, in jeder Radarfalle mit einer möglichst hohen Geschwindigkeit geblitzt zu werden. Im Ziel werden die Messungen von jeder Anlage addiert und der Fahrer mit dem größten Endwert wird zum Sieger erklärt. Der Spieler tritt in diesem Modus gegen gegnerische Fahrer an. Die Position des Spielers im Feld wird beim Resultat prinzipiell nicht berücksichtigt. Allerdings werden dem Spieler alle paar Sekunden 10 km/h von seinen erreichten Werten abgezogen, wenn ein computergesteuerter Fahrer das Ziel vor dem Spieler erreicht.

### Verfolgungsjagden
In Verfolgungsjagden wird der Spieler von Einheiten der Polizei der Stadt Rockport gejagt und versucht, vor diesen zu entkommen. Im Karriere-Modus können Verfolgungsjagden während eines Rennens oder des freien Fahrens durch die Stadt ausgelöst werden. Außerdem besitzt der Spieler in seinem Unterschlupf die Möglichkeit, Verfolgungsjagden freiwillig zu beginnen. Verfolgungsjagden sind ebenfalls ein Teil des Herausforderungsmodus, einige Herausforderungen sind nämlich Verfolgungsjagden. Während einer Verfolgungsjagd hält die Polizei Verkehrsverstöße des Spielers fest. Dies sind: zu schnelles Fahren, rücksichtsloses Fahren, Rasen, Fahrerflucht, Sachbeschädigung, Rammen von Polizeifahrzeugen, sich der Festnahme widersetzen und abseits der Straße fahren. Wird der Spieler erwischt, muss er für alle seit der letzten Verhaftung begangenen Verstöße ein Bußgeld zahlen.
Die Schwierigkeit der Verfolgungsjagd wird durch den Fahndungslevel festgelegt. Jedes Fahrzeug des Spielers besitzt einen eigenen Fahndungslevel, der durch größere optische Veränderungen und längere Standzeit reduziert werden kann. Je höher der Fahndungslevel ist, desto härter verläuft die Verfolgungsjagd, dies zeichnet sich vor allem durch schnellere Fahrzeuge und eine größere Anzahl von Polizisten aus. Es gibt insgesamt sechs Fahndungslevel, von denen standardmäßig fünf erreichbar sind. Zu Beginn der Karriere kann der Spieler maximal Fahndungsstufe zwei erreichen, die anderen drei Stufen werden im Laufe der Karriere freigeschaltet. Der sechste Level ist nur in der letzten Verfolgungsjagd in der Karriere erreichbar, in der der Spieler aus der Stadt flieht.
Verfolgungsjagden sind in zwei Teile geteilt: Zu Beginn befindet sich der Spieler in der Verfolgungsphase. Polizeieinheiten haben Sichtkontakt zum Spieler, können Verstärkung rufen und Straßensperren errichten. Reißt der Sichtkontakt zum Spieler für mehrere Sekunden ab, erreicht der Spieler die Fluchtphase. In dieser Phase patrouillieren Streifenwagen, wissen aber nicht, wo er sich befindet. Gelingt es dem Spieler, über einen gewissen Zeitraum hinweg nicht entdeckt zu werden, entkommt er vor der Polizei und beendet damit die Verfolgungsjagd. Die Fluchtphase endet vorzeitig, wenn der Spieler zu einem seiner Unterschlupfe fahren kann.
Während der Verfolgungsjagd kann der Spieler sogenannte Verfolgungsstopper auslösen. Dabei handelt es sich meist um Gebäude, die teilweise oder komplett zerstört werden können. Beispiele dafür sind Tankstellen, Wassertürme oder Werbeschilder. Durch den Einsturz des Objekts werden Polizeieinheiten, die sich dicht beim Spieler befinden, ausgeschaltet.

### Karrieremodus

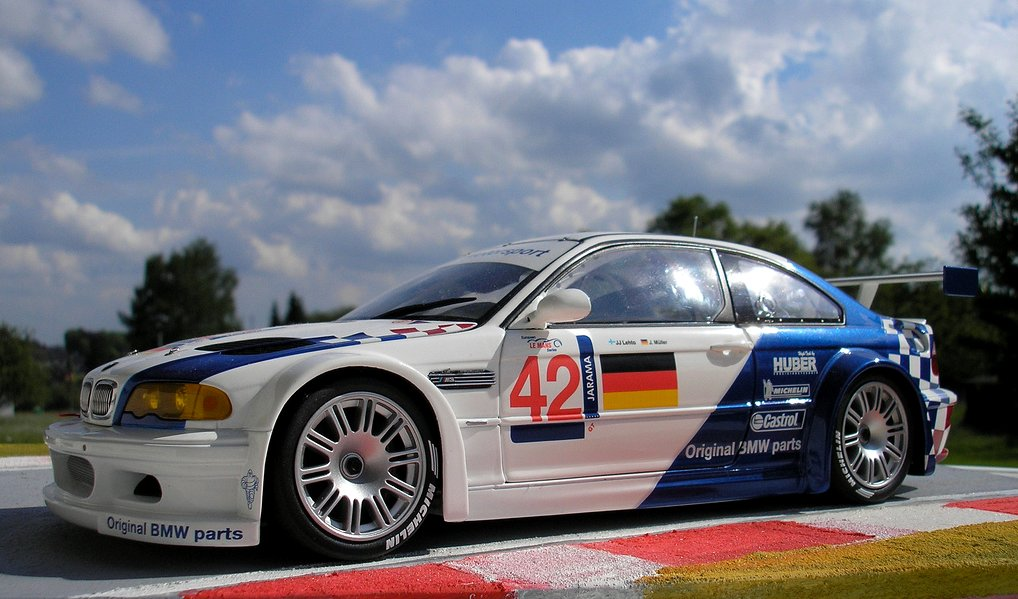
Ein BMW M3 GTR E46 ist Hauptgegenstand der Kampagne

In der Karriere wird die Handlung des Spiels erzählt. Der Karrieremodus ist nach den 15 Fahrern der Blacklist gegliedert, die es der Reihe nach zu besiegen gilt. Damit der Spieler einen Blacklist-Fahrer herausfordern darf, muss er die Herausforderungen dieses Fahrers erfüllen. Diese gliedern sich in drei Kategorien: Rennsiege, Meilensteine und Kopfgeld. Der Blacklist-Fahrer setzt eine bestimmte Anzahl an Rennen fest, die der Spieler gewinnen muss. Weiterhin nennt er verschiedene Meilensteine, die in Verfolgungsjagden erfüllt werden können. Dabei handelt es sich z. B. um das Entkommen in einer bestimmten Zeit oder die Beschädigung oder Zerstörung von einer gewissen Anzahl an Polizeiwagen. Kopfgeld ist die Summe, die die Polizei als Belohnung auf die Ergreifung des Spielers ausgesetzt hat. Sie wird im Wesentlichen durch Verfolgungsjagden erhöht.
Die Karriere beinhaltet wie der Vorgänger ein Nachrichten-System, über das der Spieler diverse Tipps und Informationen erhält. Dazu zählen Hilfestellungen für Rennen und Verfolgungsjagden oder Informationen über neu erwerbbare Fahrzeuge und Fahrzeugteile.

### Herausforderungen
Die Herausforderungs-Serie stellt neben der Kampagne den zweiten großen Part des Einzelspieler-Bereichs dar. Sie umfasst 68 Rennen, die als Herausforderungen bezeichnet werden. Diese setzten sich aus allen im Spiel vorhandenen Rennmodi sowie aus Verfolgungen zusammen. Der Spieler bekommt für jedes Rennen ein Fahrzeug gestellt, eine Auswahloption gibt es nicht. Die Fahrzeuge umfassen überwiegend die 32 Standard-Fahrzeuge, die er auch an anderen Stellen des Spiels erwerben kann. Allerdings werden einzelne Rennen auch mit besonderen Fahrzeugen wie Pizza-Taxis, Transporter oder Lastwagen gefahren.
Als Belohnung für das Durchspielen aller Herausforderungen erhält der Spieler Zugriff auf zwei speziell modifizierte Fahrzeuge, die er in Einzelrennen und Mehrspieler-Partien verwenden kann.

### Einzelrennen
Einzelrennen stellen einzelne Renn-Events dar. Bei diesen kann der Spieler Parameter wie die zu befahrene Strecke, die Verkehrsdichte oder das Wetter einstellen. Sie können sowohl offline gegen computergesteuerte Gegner gespielt werden, als auch online gegen menschliche Gegner. Als Fahrzeuge stehen den Spielern dabei die eigenen Fahrzeuge aus dem Karriere-Modus, Serienfahrzeuge sowie Bonusfahrzeuge, die durch Fortschritte in der Karriere, in der Herausforderungsserie oder durch die Eingabe von Cheat-Codes freigeschaltet werden können, zur Verfügung.
Im Online-Modus steht den Spielern der EA Messenger zur Kommunikation zur Verfügung. Im August 2011 gab EA bekannt, 18 Multiplayer-Server abzuschalten, darunter befand sich auch der von Need for Speed: Most Wanted.

## Fahrzeuge

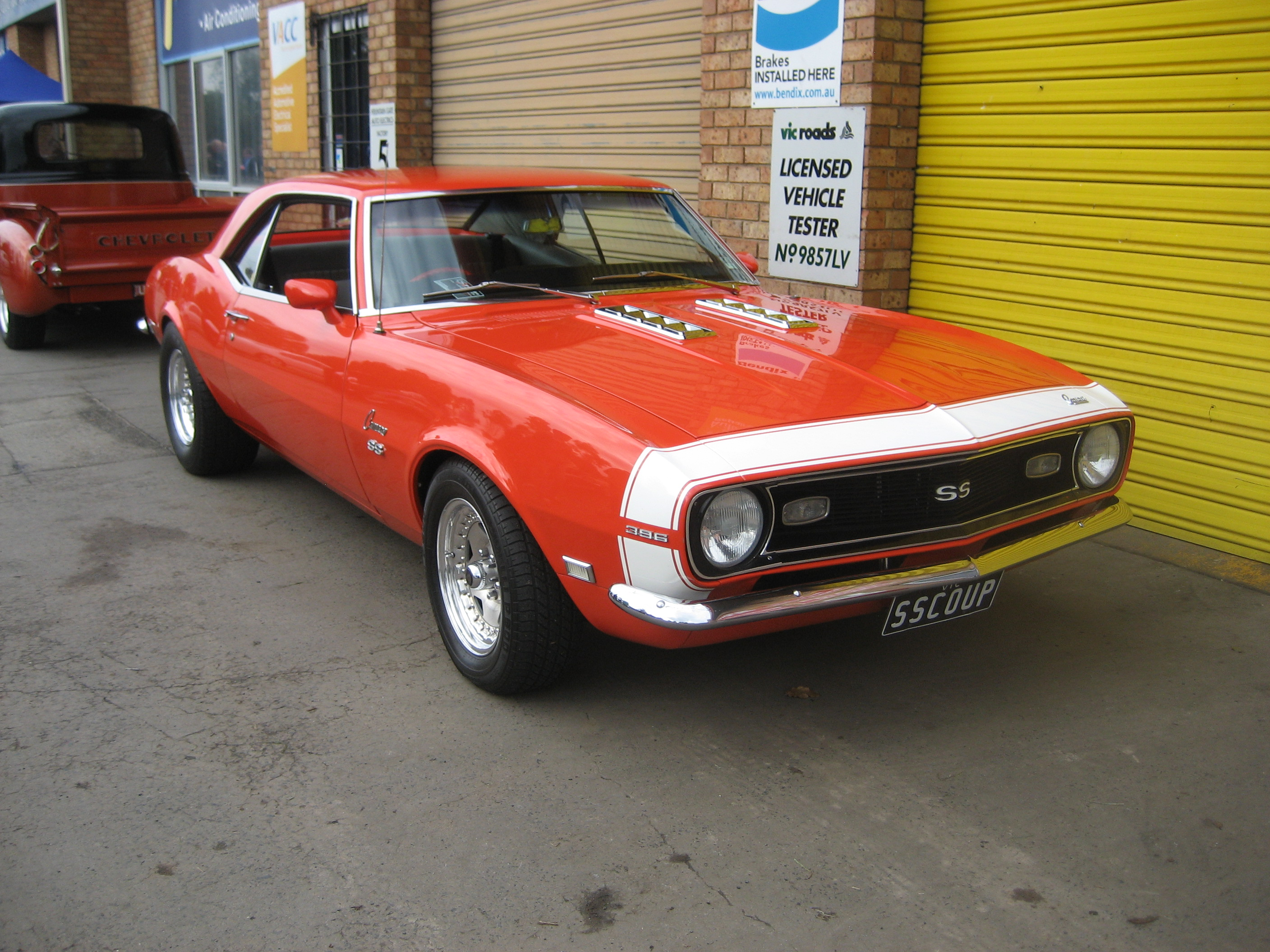
Der Camaro SS ist ein Zusatzfahrzeug der Black Edition

Need for Speed: Most Wanted enthält eine vielfältige Autoauswahl, die Zahl der angebotenen Fahrzeuge ist im Vergleich zum Vorgänger leicht gestiegen. Hauptsächlich werden normale Volumenmodelle wie der Audi A4, der Cadillac CTS oder der VW Golf 5 GTI und klassische Import-Tuning-Wagen wie der Mazda RX-8 oder der Toyota Supra angeboten. Die SUVs aus dem Vorgänger wurden entfernt, lediglich ein nicht spielbarer Polizei-SUV ist geblieben. Anders als in den beiden Vorgängern sind im Spiel wieder mehr Sportwagen wie dem Lotus Elise, dem Lamborghini Gallardo oder dem Mercedes-Benz SLR McLaren enthalten.
Fahrzeuge werden in der Karriere beim Autohändler im Serienzustand gekauft und können anschließend bei in der Stadt verteilten Werkstätten in Sachen Leistung und Optik modifiziert werden. Für Einzelrennen außerhalb der Karriere steht dem Spieler eine Garage zur Verfügung, in der der Spieler Fahrzeuge kostenlos parken und tunen kann. Diese Garage ist in zwei Teile geteilt: Es gibt einen Bereich für die eigenen Fahrzeuge und einen Bereich für Bonusfahrzeuge. Die eigenen Wagen sind die Wagen, die der Spieler manuell der Garage hinzugefügt und aufgerüstet hat. Zu den Bonusfahrzeugen zählen die Fahrzeuge der bereits besiegten Blacklist-Gegner sowie Fahrzeuge, die in der Herausforderungsserie gewonnen wurden.
In der Grundversion des Spiels sind 32 lizenzierte Wagen verfügbar. Die Black Edition erweitert das Fahrzeugaufgebot noch um zwei weitere Modelle, eine spezielle Version des BMW M3 und einen Camaro SS. Der Camaro SS stellt das erste klassische Muscle-Car in der Need-for-Speed-Reihe dar.
| Fahrzeugliste             |                                  |                        |
| Aston Martin DB9          | Ford GT                          | Mitsubishi Eclipse GT  |
| Audi A3 quattro           | Ford Mustang GT                  | Pontiac GTO            |
| Audi A4 FSI quattro       | Lamborghini Gallardo             | Porsche 911 Carrera S  |
| Audi TT quattro           | Lamborghini Murciélago           | Porsche Carrera GT     |
| BMW M3 E46                | Lexus IS 300                     | Porsche Cayman S       |
| BMW M3 GTR                | Lotus Elise                      | Porsche 911 Turbo      |
| Cadillac CTS              | Mazda RX-7                       | Porsche 911 GT2        |
| Corvette C6               | Mazda RX-8                       | Renault Clio V6        |
| Corvette C6.R             | Mercedes-Benz CLK 500            | Subaru Impreza WRX STI |
| Chevrolet Cobalt SS       | Mercedes-Benz SL 500             | Toyota Supra           |
| '67er Chevrolet Camaro SS | Mercedes-Benz SL 65 AMG          | Vauxhall Monaro VXR    |
| Dodge Viper SRT 10        | Mercedes-Benz SLR McLaren        | VW Golf V GTI          |
| Fiat Grande Punto         | Mitsubishi Lancer Evolution VIII |                        |

## Synchronisation und Soundtrack
Need for Speed: Most Wanted ist der erste Teil der Spieleserie, bei dem eine umfangreichere Handlung in gelegentlichen Zwischensequenzen erzählt wird. Diese FMV-Sequenzen wurden mit realen Schauspielern in Studios aufgenommen und anschließend mit CGI-Effekten nachbearbeitet, dies betraf insbesondere die Fahrzeuge und die Landschaft. Die CGI-Technik wurde mit Most Wanted neu in der Serie eingeführt und auch in nachfolgenden Teilen, z. B. in Carbon, verwendet.
| Spielfigur                | Darsteller      | Rolle                                                     |
| ------------------------- | --------------- | --------------------------------------------------------- |
| Mia Townsend              | Josie Maran     | Verdeckte Ermittlerin, Hauptförderin des Spielers         |
| Clarence "Razor" Callahan | Derek Hamilton  | Nr. 1 der Blacklist, Antagonist des Spiels                |
| Nathan Cross              | Dean McKenzie   | Polizist, ermittelt gegen illegale Rennfahrer             |
| Rog                       | André Sogliuzzo | Rennfahrer, gibt dem Spieler Hilfestellungen              |
| Toru "Bull" Sato          | Kevan Ohtsji    | Nr. 2 der Blacklist, Partner von Razor                    |
| Ronald "Ronnie" McCrea    | Paul Dzenkiw    | Nr. 3 der Blacklist, Straßenrennfahrer, Partner von Razor |

Der Soundtrack von Need for Speed: Most Wanted umfasst eine Mischung von Stücken aus den Bereichen Rock, Techno und Metal. Zusammengestellt wurde er vom Komponisten Paul Linford. Die aufgenommenen Lieder wurden erstmals im Oktober 2005 bekanntgegeben. U.a. wurden auch namhafte Bands wie Disturbed, Static-X und Mastodon verpflichtet. 2006 erschien der Soundtrack zum Download.
| Übersicht über die im Spiel enthaltenen Musikstücke |                                             |                                           |       |
| #                                                   | Titel                                       | Künstler                                  | Länge |
| 1                                                   | Nine Thou (Superstars Remix)                | Styles of Beyond                          | 3:49  |
| 2                                                   | Do Ya Thang                                 | T.I. Presents the P$C feat. Young Dro     | 4:05  |
| 3                                                   | I Am Rock                                   | Rock                                      | 3:23  |
| 4                                                   | In A Hood Near You                          | Suni Clay                                 | 3:59  |
| 5                                                   | Let’s Move                                  | The Perceptionists                        | 2:55  |
| 6                                                   | Sets Go Up                                  | Juvenile                                  | 3:37  |
| 7                                                   | Fired Up                                    | Hush                                      | 3:18  |
| 8                                                   | The B-Side Wins Again                       | DJ Spooky and Dave Lombardo feat. Chuck D | 4:31  |
| 9                                                   | Shapeshifter                                | Celldweller feat. Styles of Beyond        | 3:17  |
| 10                                                  | Tilted                                      | Lupe Fiasco                               | 3:25  |
| 11                                                  | Feed The Addiction                          | Ils                                       | 3:54  |
| 12                                                  | One Good Reason                             | Celldweller                               | 3:24  |
| 13                                                  | We Control                                  | Hyper                                     | 2:54  |
| 14                                                  | Skinnyman                                   | Static-X                                  | 3:23  |
| 15                                                  | Barrier Break                               | Dieselboy + Kaos                          | 6:27  |
| 16                                                  | Decadence                                   | Disturbed                                 | 3:18  |
| 17                                                  | You’ll Be Under My Wheels                   | The Prodigy                               | 3:53  |
| 18                                                  | Tao Of The Machine (Scott Humphrey’s Remix) | The Roots and BT                          | 3:06  |
| 19                                                  | You Must Follow (Evol Intent VIP)           | Stratus                                   | 3:55  |
| 20                                                  | Blood And Thunder                           | Mastodon feat. Neil Fallon                | 3:41  |
| 21                                                  | Broken Sword                                | Evol Intent, Mayhem & Thinktank           | 5:59  |
| 22                                                  | Hand of Blood                               | Bullet for My Valentine                   | 3:17  |
| 23                                                  | The Mann                                    | Paul Linford and Chris Vrenna             | 3:28  |
| 24                                                  | Blinded in Chains                           | Avenged Sevenfold                         | 5:55  |
| 25                                                  | Feels Just Like It Should (Timo Maas Remix) | Jamiroquai                                | 3:00  |
| 26                                                  | Most Wanted Mash Up                         | Paul Linford and Chris Vrenna             | 3:34  |

## Entwicklungsgeschichte

### Entwicklung
Need for Speed: Most Wanted wurde erstmals am 11. April 2005 vom Publisher Electronic Arts angekündigt. Als Kernelemente des neuen Spiels wurden eine frei erkundbare Welt, Verfolgungsjagden mit der Polizei und ein umfangreiches Tuning- und Wagenangebot beschrieben. Mit der Entwicklung wurde EA Canada beauftragt.

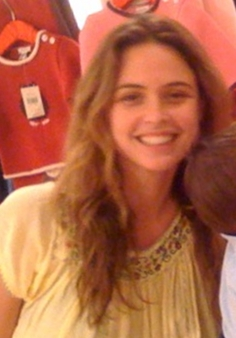
Josie Maran zählt zu den prominentesten Darstellern im Spiel

Eine erste Präsentation des Spiels erfolgte auf der Spielemesse E3 in Los Angeles, wo es neben Titeln wie Battlefield 2, Burnout Revenge und Tom Clancy’s Splinter Cell: Chaos Theory vorgestellt wurde. Die erste spielbare Version wurde Anfang Juni bei einem Motorsport-Wettbewerb in Houston vorgeführt. Diese Präsentation war die erste von sechs im Rahmen von Motorsport-Events, weitere fanden in Kalifornien und Illinois statt. In den folgenden Wochen gab das Entwicklerstudio weitere Videos und eine spielbare Demo-Version heraus. Am 1. September wurde ein vorläufiges Veröffentlichungsdatum bekanntgegeben, das Spiel wurde auf den 15. November datiert. Für die Bewerbung und für eine Rolle im Spiel wurde das Model Josie Maran verpflichtet.
Neben der in den Zwischensequenzen verwendeten CGI-Technik wurden HDRR und Motion-Blur-Effekte neu in die Serie eingefügt, von denen insbesondere die Windows- und die Xbox-Version Gebrauch machen. HDRR (englisch high dynamic range rendering) dient zur realitätsnahen Beleuchtung der Spielwelt, während mittels Motion Blur bei hohen Geschwindigkeiten die Umgebung unscharf dargestellt wird.
Kurz vor der Veröffentlichung gab EA Canada bekannt, dass die PlayStation-2-Version im Gegensatz zu den Vorgängern keinen Online-Modus unterstützen werde. Als Grund gab der Sprecher des Unternehmens, Larry LaPierre gegenüber dem Magazin GameSpot an, dass die Qualität des Online-Spiels zu schwach gewesen sei.

### Veröffentlichung
Schließlich erschien der Titel am 15. November in Nordamerika sowie Australien und zehn Tage später auch in Europa. In Japan kam der Titel im Dezember auf den Markt. Das Spiel ist in zwei Versionen erschienen. Neben der normalen Version erschien auch eine Black Edition genannte limitierte Version, die eine Bonus-DVD mit Informationsmaterial über die Entwicklung, sowie einige weitere Spielinhalte enthält. Die Black Edition erschien in Deutschland nur für PlayStation 2, während sie in Nordamerika und Australien für alle Plattformen erschien. Zwar sind auch in der Windows-Version alle Zusätze der Black Edition enthalten, allerdings sind diese gesperrt und können nur mittels Modifikationen freigeschaltet werden.
Zum Spiel hinzugefügt wurde ein neues Fahrzeug, ein '67er Chevrolet Camaro SS. Weiterhin wurden einige Tuning-Varianten bereits in der Grundversion enthaltener Fahrzeuge eingebaut, die dem Spieler für Einzelrennen und Online-Rennen zur Verfügung stehen. Diese Fahrzeuge sind ausgerüstet mit besonderen Tuning-Teilen, die dem Spieler im normalen Spielverlauf nicht zur Verfügung stehen. Außerdem wurde eine 69. Herausforderung eingebaut, die eine Verfolgungsjagd auf Fahndungsstufe sieben darstellt. Hier wird der Spieler von leistungsstarken SUVs verfolgt. Des Weiteren wurden einige neue Strecken, Tuning-Teile und Vinyls hinzugefügt. Außerdem ist eine Bonus-DVD enthalten, die verschiedene Videos, geschnittenes Material und ähnliches beinhaltet.
Am 22. Mai wurde Most Wanted im PlayStation-Store für die PlayStation 3 veröffentlicht.

### Most Wanted 5-1-0
Need for Speed: Most Wanted 5-1-0 ist die PSP-Variante des Spiels und erschien am 23. November 2005. Der Zusatz „5-1-0“ ist der amerikanische Polizeicode für Raser. Die Entwickler fügten einen Spielmodus hinzu, in dem der Spieler als Polizist fahren und Raser festnehmen kann. Allerdings wurden die freie Fahrt, die Zwischensequenzen, zahlreiche Strecken und einige andere Elemente entfernt, weswegen das Spiel nur eine verkleinerte Version des Hauptspiels darstellt.

## Most Wantedim Kontext derNeed-for-Speed-Reihe

### Vergleich mit früheren Titeln

Die Verfolgungsjagden wurden Hot Pursuit 2 von 2002 entlehnt

Most Wanted ist der erste Teil der Spieleserie seit längerem, bei denen Verfolgungsjagden mit der Polizei eine Rolle spielen. Zuletzt war dies im 2002 erschienenen Need for Speed: Hot Pursuit 2 der Fall. Darüber hinaus ist der Umfang der wählbaren Fahrzeuge deutlich größer als in den Vorgängern. Im Gegenzug wurden die verfügbaren Rennmodi und Tuning-Teile gegenüber dem direkten Vorgänger Underground 2 merklich reduziert. Auch die nächtliche Spielumgebung ist entfallen.
Darüber hinaus ist der Titel der erste der Reihe, der für die Xbox 360 veröffentlicht wurde. In kommerzieller Hinsicht war Most Wanted erfolgreicher als alle früheren Teile, Electronic Arts konnte im direkten Vergleich zum Vorgänger Underground 2 mehr als doppelt so viele Kopien absetzen.

### Einfluss auf nachfolgende Titel
Das Element der Verfolgungsjagden wurde mit vereinzelten Unterbrechungen aufgrund der positiven Resonanz auch in nachfolgenden Titeln verwendet. Auch die FMV-Sequenzen als Handlungsträger wurden oft aufgegriffen. Andere Spielkonzepte, etwa die Herausforderungsserie, wurden nach Carbon aufgegeben.
An den großen Erfolg von Most Wanted konnte allerdings kein Teil mehr anknüpfen. Erfolgreiche Nachfolger erzielten Verkaufszahlen im Bereich von drei Millionen Exemplaren.
2012 erschien ein Need-for-Speed-Teil, der ebenfalls den Namen Most Wanted trägt. Bis auf Wettkämpfe mit der Polizei und eine frei befahrbare Stadt hat dieser Teil allerdings kaum etwas mit dem Original gemeinsam.

## Rezeption

### Bewertung in Spielemagazinen
Das Spiel wurde von der Fachpresse positiv aufgenommen. So erreicht es auf der Seite Metacritic im Schnitt 82–83 von 100 Punkten, je nach Version. Gelobt wurden hierbei unter anderem das gute Geschwindigkeitsgefühl, die spannenden Verfolgungsjagden und die stimmige Geräuschkulisse der Motoren. Kritisiert wurden z. B. die fehlenden Neuerungen, das mangelhafte Schadensmodell und die leblose Stadt.
Douglass Perry vom Online-Magazin IGN vergab für alle Versionen hohe Wertungen. Er lobte die umfangreiche Kampagne sowie die Herausforderungsserie, die für zahlreiche Spielstunden sorgen würden. Weiteres Lob vergab der Autor für das vielfältige Fahrzeugangebot. Auch aus technischer Perspektive beschrieb er das Spiel als sehr gut, da es auf jeder Plattform stabil laufe und vergleichsweise gut aussehe. Er bemängelt allerdings Schwächen bei der künstlichen Intelligenz, die sich insbesondere in Polizeiverfolgungen wenig geschickt, dafür umso aggressiver zeige. Weitere Kritik äußerte er am Musikaufgebot des Spiels. Als überraschend bezeichnete er die Qualität der Videos, die trotz der umstrittenen FMV-Technologie außergewöhnlich hoch sei.

“But this mixture of animated, highly colored FMV characters and stylized backgrounds is both imaginative and refreshing”

„Aber diese Mischung aus animierten und bunten FMV-Charakteren und gut gestalteten Hintergründen ist sowohl einfallsreich, als auch erfrischend“

Daniel Matschijewsky von der deutschen Zeitschrift GameStar bewertete Most Wanted ebenfalls positiv. Der Titel habe die Stärken früherer Teile aufgegriffen und diese Elemente an sinnvollen Stellen erweitert. Dazu trügen die neuen Rennmodi sowie die neuen Fahrzeuge bei. Kritik übt der Autor am Schwierigkeitsgrad einiger Rennen, der dadurch verursacht werde, dass die computergesteuerten Fahrer starken Gebrauch von Cheats machen. Außerdem sei die Unterstützung von Lenkrädern mangelhaft.
Jeff Gerstmann vom Magazin GameSpot stufte die meisten Versionen ähnlich gut ein. Als besten Punkt des Spiels bezeichnete er die Verfolgungsjagden, die in diesem Genre einzigartig seien und sehr gut inszeniert würden. Dafür kritisierte er, dass die Renn-Events zu Beginn des Spiels zu leicht und damit ermüdend seien. Aus technischer Perspektive bewertet er das Spiel als überzeugend, die Grafiken seien scharf, der Bildaufbau flüssig und das Spiel stabil.

### Auszeichnungen
Most Wanted wurde mit einem Interactive Achievement Award als bestes Rennspiel des Jahres 2005 prämiert. Außerdem zeichnete das deutsche Magazin GameStar Need for Speed: Most Wanted als bestes Sportspiel des Jahres 2005 aus. IGN nominierte es für das beste PlayStation-Spiel des Monats November 2005, es verlor den Titel allerdings an Guitar Hero.

### Verkaufszahlen
Most Wanted erzielte in den ersten Wochen nach der Veröffentlichung sehr hohe Verkaufszahlen. In mehreren Verkaufsrankings belegte es höhere Plätze, so z. B. in Großbritannien, wo es zur Nummer eins vor Harry Potter und der Feuerkelch aufstieg.
In einem 2009 erschienenen Interview gab Electronic Arts bekannt, dass von der Need-for-Speed-Reihe 100 Millionen Kopien verkauft wurden. Mit einem Anteil von über 16 Millionen Kopien stellt Most Wanted dabei den erfolgreichsten Serienteil dar.
Auch in einer Rangfolge über die Verkäufe von 2012 war Most Wanted noch vertreten, es belegte nach Angaben des deutschen Unternehmens GfK den zweiten Platz der meistverkauften Spiele für die PlayStation 2 im Monat Dezember.

## Nachfolger

Logo von Carbon

Der direkte Nachfolger von Most Wanted erschien 2006 unter dem Titel Need for Speed: Carbon. Dieser wurde für zahlreiche Plattformen entwickelt. Sowohl inhaltlich als auch spielerisch knüpft Carbon stark an den Vorgänger an. Neu hinzugefügt wurden diverse Fahrzeuge und Rennmodi sowie eine neue, frei befahrbare Stadt. Deutlich erweitert wurden die Möglichkeiten, das eigene Fahrzeug zu modifizieren.
Die Rezeption in der Fachpresse fiel leicht schwächer aus. Kritiker bemängelten Spielfehler und geringe Innovationsleistung. Auch die Verkaufszahlen fielen schwächer aus, von Carbon wurden nach Angaben der NPD Group 3,2 Millionen Einheiten verkauft.

## Trivia
Anlässlich eines Updates zu Need for Speed Unbound präsentierten Electronic Arts und BMW im November 2024 in der BMW Welt einen realen M3 GTR mit der Folierung des aus diesem Videospiel bekannten, virtuellen Fahrzeugs.